# Ralf (futebolista)
Ralf de Souza Teles (São Paulo, 9 de junho de 1984), mais conhecido como Ralf, é um futebolista brasileiro que atua como volante. Atualmente, joga pelo Vila Nova.
Ralf é o 16° jogador do Corinthians com mais partidas disputadas, com 437 jogos.

## Carreira

### Primeiros passos
Ralf nasceu em São Paulo, no dia 9 de junho de 1984. Iniciou seus primeiros passos no futebol na várzea, mais precisamente no Parelheiros F.C., extremo sul de São Paulo. Em 2004 jogou no Clube Atlético Taboão da Serra, e mais tarde viria nas categorias de base do São Paulo. Foi para o Imperatriz em 2005 e, ainda nos Juniores, foi campeão maranhense. O jogador tornou-se profissional em 2006 no mesmo clube, sendo vice-campeão estadual em 2007. Teve passagens por clubes como XV de Jaú, Gama, Noroeste e Barueri onde teve boas atuações, e no final de 2009 o jogador despertou o interesses de outros clubes, como o Corinthians que viria a contratá-lo mais tarde.

### Corinthians
O jogador foi contratado pelo Corinthians logo depois do término do Brasileirão 2009. O time precisava achar um substituto para o volante Cristian, pois Marcelo Mattos não estava em boa fase. Ralf ingressou no elenco do Parque São Jorge para a Libertadores 2010, no centenário do clube onde segue como titular de seu time. Com boas atuações conseguiu espaço na equipe paulista. Na partida contra o Santos, com vitória corintiana por 3 a 1, Ralf teve grande destaque por ter dado um "chapéu" em ninguém menos que Neymar. No Campeonato Brasileiro de 2011 conquistou o título pelo Corinthians, além do prêmio individual de melhor volante da competição. No jogo de estreia da Libertadores 2012, fez o gol no último lance que garantiu o empate do alvinegro.
| “ | O Corinthians sempre foi assim. Independente da quantidade de torcedores que estejam no estádio. Eles representam outros milhões. Espero que esse seja o início da caminhada pelo título, mas vamos manter os pés no chão. | ” |

Ajudou o Corinthians a fazer a segunda melhor campanha da primeira fase da Libertadores 2012, ajudando a equipe a se classificar como primeiro da fase grupos para as oitavas de final e futuramente a conquistar o título inédito e tão requisitado pelo time. Também ajudou ao time conquistar a liderança do Paulistão do mesmo ano. 
Ralf vinha vivendo boa fase no Corinthians, sendo considerado ídolo pela torcida por quem foi apelidado de "pit-bull" em homenagem a sua raça e dedicação em campo. Com isso, apesar do título da Liberta e do Mundial de Clubes em 2012, Ralf, junto com Paulinho, e a despeito de propostas de clubes europeus, renovou por mais três anos com o Timão.
Três anos depois, no dia 8 de dezembro de 2015, renovou seu contrato por mais dois anos.
Ralf jogou um pouco mais que 350 jogos com a camisa do Timão, e nunca foi expulso nesse período. Surpreendendo o mundo todo, pois, a posição de primeiro volante tende a ser a mais propícia a levar cartão vermelho.
Ralf é o 14° jogador do Corinthians com mais partidas disputadas, com 437 jogos.

### Beijing Guoan
Em janeiro de 2016, Ralf assinou contrato com o time chinês Beijing Guoan. O contrato foi até o dia 31 de dezembro.

### Retorno ao Corinthians
Dois anos depois, no dia 12 de fevereiro de 2018, o Corinthians anunciou o retorno de Ralf por duas temporadas.
Já em 2019, marcou seu primeiro gol na temporada pela 22ª rodada do Campeonato Brasileiro, contra o Vasco, garantindo a vitória do Timão por 1-0.

### Avaí
No dia 19 de maio de 2020, assinou contrato com o Avaí até o final de 2021. Foi apresentado oficialmente no dia 29 de maio, usando a camisa 70. Estreou com a camisa do clube, no dia 08 de julho de 2020, em uma derrota por 2-0, para a Chapecoense.

### Cianorte
No dia 05 de novembro de 2021, assinou contrato com o Cianorte até o final de 2021. O volante irá usar a camisa 5. Quem ajudará a bancar os custos será o patrocinador B&F Agro.

## Seleção Brasileira
No dia 25 de julho de 2011, o técnico Mano Menezes anunciou a convocação de Ralf para o jogo contra a Alemanha.
| “ | O Ralf é um volante de contenção, temos a situação do Lucas Leiva que está em aberto, perdemos o Sandro, que era o segundo jogador da posição e fez uma intervenção cirúrgica. É um jogador que conheço e por isso foi convocado pela primeira vez. | ” |

Foi novamente convocado para a disputa do Superclássico das Américas de 2011, ajudando a seleção ganhar o título. No dia 3 de outubro de 2011 ele foi novamente convocado para os amistosos contra as Seleções da Costa Rica e do México, substituindo Sandro que teve uma lesão.

## Estatísticas
Atualizado até 4 de dezembro de 2019.

### Clubes
| Clube       | Temporada | Campeonato nacional | Campeonato nacional | Copa nacional | Copa nacional | Competições continentais¹ | Competições continentais¹ | Outros torneios² | Outros torneios² | Total | Total |
| Clube       | Temporada | Jogos               | Gols                | Jogos         | Gols          | Jogos                     | Gols                      | Jogos            | Gols             | Jogos | Gols  |
| ----------- | --------- | ------------------- | ------------------- | ------------- | ------------- | ------------------------- | ------------------------- | ---------------- | ---------------- | ----- | ----- |
| Corinthians | 2010      | 28                  | 2                   | —             | —             | 8                         | 0                         | 17               | 0                | 53    | 2     |
| Corinthians | 2011      | 33                  | 1                   | —             | —             | 2                         | 0                         | 22               | 0                | 57    | 1     |
| Corinthians | 2012      | 29                  | 1                   | —             | —             | 14                        | 1                         | 19               | 0                | 62    | 2     |
| Corinthians | 2013      | 36                  | 1                   | 4             | 0             | 10                        | 0                         | 17               | 0                | 67    | 1     |
| Corinthians | 2014      | 30                  | 0                   | 6             | 1             | —                         | —                         | 17               | 0                | 53    | 1     |
| Corinthians | 2015      | 29                  | 1                   | 1             | 0             | 10                        | 0                         | 18               | 0                | 60    | 1     |
| Corinthians | 2018      | 19                  | 1                   | 6             | 0             | 2                         | 0                         | 6                | 0                | 33    | 1     |
| Corinthians | 2019      | 23                  | 1                   | 8             | 0             | 5                         | 0                         | 15               | 0                | 52    | 1     |
| Corinthians | Total     | 227                 | 8                   | 25            | 1             | 51                        | 1                         | 131              | 0                | 437   | 10    |
| Total       | Total     | 227                 | 8                   | 25            | 1             | 51                        | 1                         | 131              | 0                | 437   | 10    |

¹Estão incluídos jogos e gols da Copa Libertadores e Recopa Sul-Americana

²Estão incluídos jogos e gols pelo Campeonato Paulista, Mundial de Clubes da FIFA, Torneios Amistosos e Amistosos

### Seleção Brasileira
| Ano   |       |      |
| Ano   | Jogos | Gols |
| ----- | ----- | ---- |
| 2011  | 4     | 0    |
| 2012  | 2     | 0    |
| 2013  | 1     | 0    |
| Total | 7     | 0    |

Expanda a caixa de informações para conferir todos os jogos deste jogador, pela Seleção.
| Jogos pela Seleção Brasileira | Jogos pela Seleção Brasileira | Jogos pela Seleção Brasileira                                     | Jogos pela Seleção Brasileira | Jogos pela Seleção Brasileira | Jogos pela Seleção Brasileira | Jogos pela Seleção Brasileira      |
|                               | Data                          | Local                                                             | Resultado                     | Adversário                    | Gols                          | Competição                         |
| ----------------------------- | ----------------------------- | ----------------------------------------------------------------- | ----------------------------- | ----------------------------- | ----------------------------- | ---------------------------------- |
| 1.                            | 10 de agosto de 2011          | Mercedes-Benz Arena, Stuttgart, Alemanha                          | 2–3                           | Alemanha                      | 0                             | Amistoso                           |
| 2.                            | 14 de setembro de 2011        | Estádio Mario Alberto Kempes, Córdoba, Argentina                  | 0–0                           | Argentina                     | 0                             | Superclássico das Américas         |
| 3.                            | 28 de setembro de 2011        | Mangueirão, Pará, Brasil                                          | 2–0                           | Argentina                     | 0                             | Superclássico das Américas         |
| 4.                            | 7 de Agosto de 2011           | Estádio Nacional, San José, Costa Rica                            | 1-0                           | Costa Rica                    | 0                             | Amistoso                           |
| 5.                            | 19 de setembro de 2012        | Estádio Serra Dourada, Goiânia, Brasil                            | 2–1                           | Argentina                     | 0                             | Superclássico das Américas         |
| 6.                            | 21 de novembro de 2012        | Estádio La Bombonera, Buenos Aires, Argentina                     | 1–2                           | Argentina                     | 0                             | Superclássico das Américas de 2012 |
| 7.                            | 6 de abril de 2013            | Estádio Ramón Tahuichi Aguilera, Santa Cruz de la Sierra, Bolívia | 4–0                           | Bolívia                       | 0                             | Amistoso                           |

## Títulos
Imperatriz
- Campeonato Maranhense: 2005

Corinthians
- Campeonato Brasileiro: 2011 e 2015
- Copa Libertadores da América:  2012
- Mundial de Clubes da FIFA: 2012
- Recopa Sul-Americana: 2013
- Campeonato Paulista: 2013, 2018 e 2019

Vila Nova
- Campeonato Goiano: 2025[19]

Seleção Brasileira
- Superclássico das Américas: 2011 e 2012

## Prêmios individuais
| Ano  | Premiação                       | Prêmio                  | Time        | Resultado | Ref.   |
| ---- | ------------------------------- | ----------------------- | ----------- | --------- | ------ |
| 2011 | Melhores do Campeonato Paulista | Melhor primeiro volante | Corinthians | Venceu    | [ 20 ] |
| 2011 | Prêmio Craque do Brasileirão    | Melhor primeiro volante | Corinthians | Venceu    | [ 21 ] |
| 2011 | Troféu Mesa Redonda             | Melhor primeiro volante | Corinthians | Venceu    | [ 22 ] |
| 2012 | Bola de Prata                   | Melhor primeiro volante | Corinthians | Venceu    | [ 23 ] |
| 2013 | Melhores do Campeonato Paulista | Melhor primeiro volante | Corinthians | Venceu    | [ 24 ] |
| 2015 | Prêmio Craque do Brasileirão    | Melhor primeiro volante | Corinthians | 4º lugar  | [ 25 ] |